# Enrobé
 (octobre 2020).

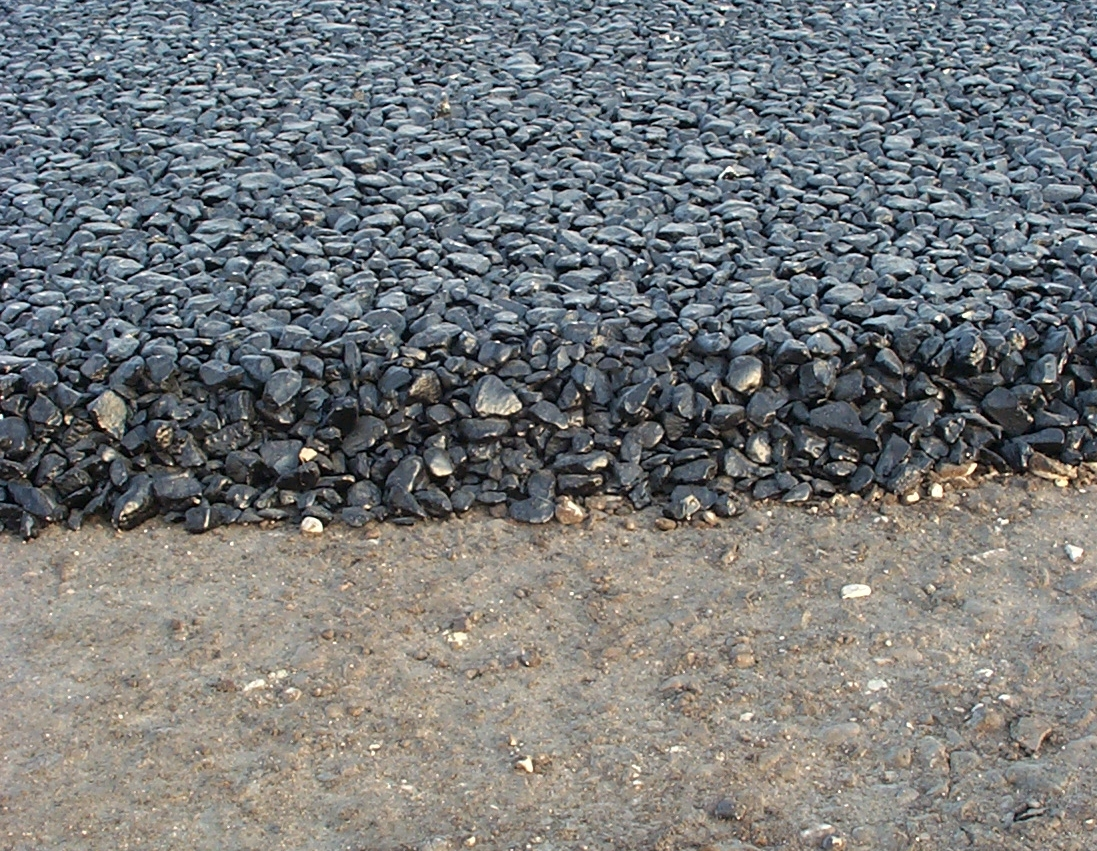
Couche de fondation d'une route en enrobé de type « grave bitume ».

Un enrobé (ou enrobé bitumineux ou béton bitumineux) est un mélange de graviers, de sable et de liant hydrocarboné type bitume (le goudron de houille n'étant plus utilisé en France depuis les années 1960) appliqué en une ou plusieurs couches pour constituer la chaussée des routes, la piste des aéroports et d'autres zones de circulation.

## Description générale (pour un enrobé bitumineux dit «de base»)
Un enrobé bitumineux est constitué de différents matériaux :
- des granulats : graviers de diamètre supérieur à 63 micromètres ;
- des « fines » (ou « fillers ») : sables et poussières de section inférieure à 63 micromètres. Ces éléments, présents naturellement en faible quantité dans les granulats, sont essentiels pour réaliser l'enrobage du liant (le bitume) avec les granulats, car ce sont les fines qui agrègent le bitume ;
- du liant hydrocarboné, composé essentiellement de bitume de nos jours.

## Familles d'enrobés bitumineux
Les différentes formules d'enrobés sont caractérisées par :
- leur granulométrie ;
- le type de liant et la teneur en liant ;
- le procédé de fabrication (chaud ou froid) ;
- l'adjonction éventuelle de matériaux particuliers.

### Produits chauds
Il s'agit des enrobés fabriqués à chaud (aux alentours de 180 ºC) et appliqués à chaud (aux alentours de 150 °C).
- Béton bitumineux : enrobé riche en bitume, utilisé principalement pour les couches de roulement, c'est-à-dire pour les couches supérieures de la chaussée. Les bétons bitumineux se classent en fonction de leur granulométrie. Ils sont toujours posés sur une couche de base en matériaux hydrocarbonés[Quoi ?] ou traités au liant hydraulique[Quoi ?] ou sur une couche de liaison en enrobés pour les couches minces.
  - Béton bitumineux ultra mince (BBUM)[1] : épaisseur de couche de 2 cm, utilisé pour les couches de roulement particulières où une macrotexture importante est recherchée ou dans le cas de travaux d'entretien de surface. Toujours posé sur une couche de liaison.
  - Béton bitumineux très mince (BBTM)[2] : épaisseur de couche de 2,5 cm. Très utilisé en France pour les couches de roulement, elle permet de réaliser une couche d'usure qui, après quelques années, pourra être rabotée et refaite, ou pour des points particuliers où une forte macrotexture est recherchée. Toujours posé sur une couche de liaison.
  - Béton bitumineux mince (BBM) : épaisseur de couche de 3 à 5 cm.
  - Béton bitumineux semi-grenu (BBSG) : très utilisé en France pour les couches de roulement. Épaisseur de couche d'environ 6 cm.
- Grave bitume : enrobé à plus faible teneur en liant (bitume) destiné aux couches de fondation ou de base, entre 8 et 14 cm (couches d'assise).

On distingue également d'autres formules :
- enrobé à module élevé (EME) utilisés en couche d'assise ;
- béton bitumineux drainant[3] ;
- enrobé bitumineux coloré[4] ;
- enrobé avec adjonction de polyéthylène ;
- enrobé avec adjonction de verre ou miroir pilé ;
- enrobé avec adjonction de matériau local ;
- enrobé phonique.

### Produits froids

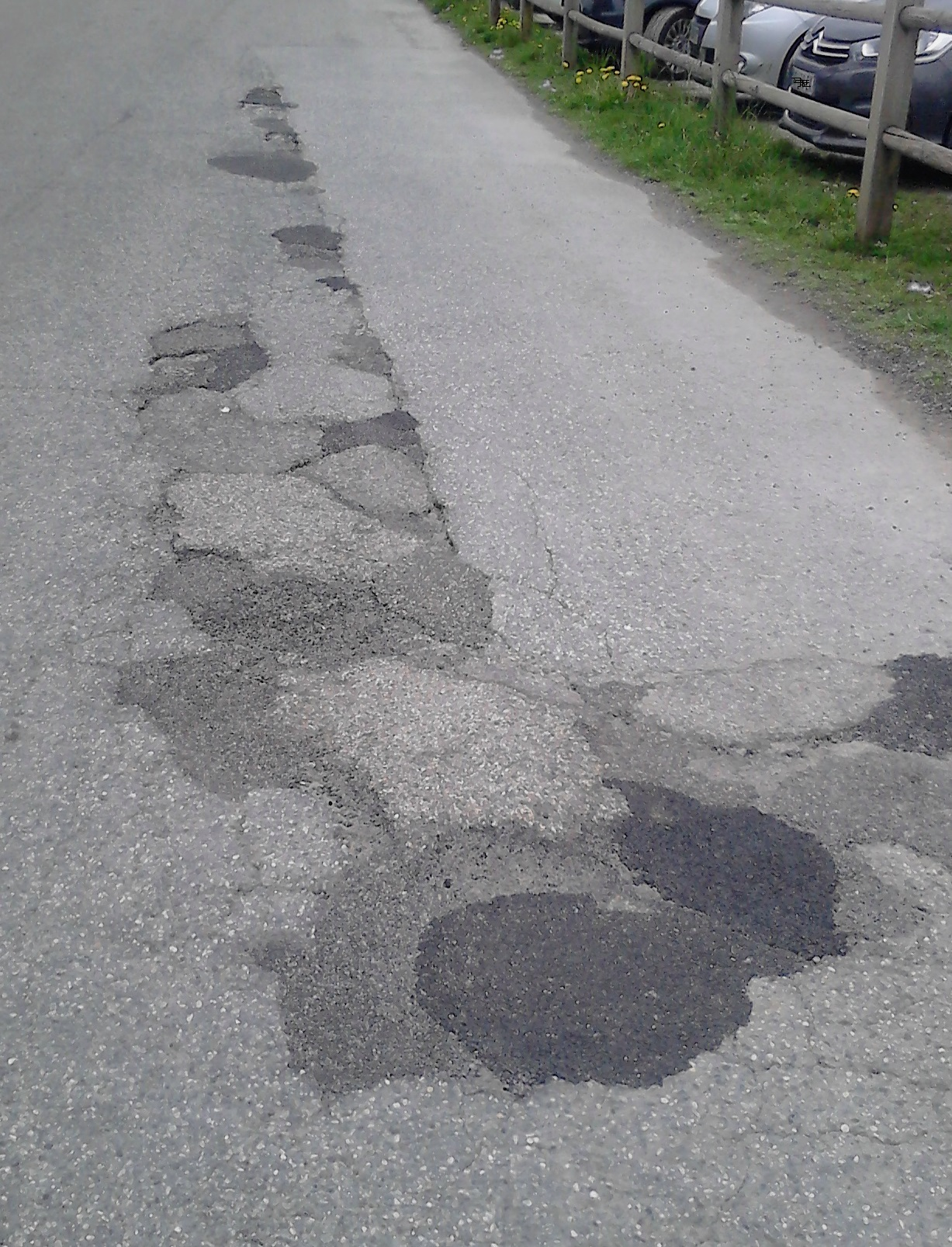
Nids-de-poules rebouchés à l'aide d'enrobé à froid.

Il s'agit d'enrobés fabriqués et appliqués à froid, par adjonction d'émulsion de bitume garantissant la malléabilité du matériau.
- Enrobé froid : enrobé de faible granulométrie (0/4 ou 0/6 en principe) avec une forte teneur en liant et en fines, généralement utilisé de manière temporaire pour permettre la circulation de véhicules sur des voies en cours de travaux, ou encore pour reboucher des petites tranchées, trous, et nids-de-poules sur des chaussées déformées. Cet enrobé est très utilisé au printemps en période de dégel, pour réparer les détériorations de la chaussée dus au gel.
- Grave émulsion : mélange de grave avec une faible proportion d'émulsion de bitume.
- Il existe aussi des enrobés bitumineux à froid qui sont destinés à la réalisation de couches de roulement : les Enrobés Coulés à Froid (ECF)[5]. Ce sont des enrobés hydrocarbonés à froid (non stockables) où tous les granulats sont recouverts de liant.

### Produits tièdes
Il s'agit des enrobés fabriqués entre 100 °C et 150 °C et appliqués à chaud (aux alentours des 120°C). On distingue encore les enrobés tièdes (fabriqués à plus de 100 °C) et les enrobés semi-tièdes, fabriqués à une température inférieure à 100 °C.
Ils permettent de réduire la consommation énergétique, contribuant ainsi à une politique de développement durable. Comparés aux enrobés à chaud consommant 7 à 8 litres de fioul par tonne, les enrobés tièdes permettent d'obtenir un gain d'un litre de fioul par tonne, et un gain de 1,5 à 3 litres de fioul pour les enrobés semi-tièdes.
- Enrobé tiède avec cire Sasobit.
- Enrobé tiède avec additif chimique Cecabase RT 945.
- Enrobé semi-tiède LEA.

#### Historique
Certaines techniques utilisées pour le développement des enrobés tièdes remontent à 1957 : l'utilisation de bitume mousse. Mais les premières évolutions significatives apparaissent en Europe durant les années 1990, l'augmentation du prix de l'énergie et la signature du protocole de Kyoto jouant un rôle important dans leur développement. La première chaussée en enrobé tiède a été réalisée en 1997, à Hambourg. Les publications et les expérimentations s'enchaînent alors. Les États-Unis commencent à s'intéresser aux enrobés tièdes un peu plus tard, à partir de 2002. La recherche sur cette technique est très active durant la première décennie du XXIe siècle.

## Technique

### Fabrication

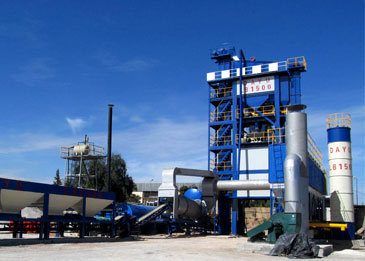
Une usine de fabrication d'asphalte.

Les enrobés sont fabriqués par une centrale d'enrobage (ou poste d'enrobage), à froid ou à chaud. Il existe des centrales fixes, situés généralement à proximité d'une carrière, ou mobiles, principalement utilisées lors des grands travaux tels que la construction d'une autoroute.
Le processus de fabrication d'enrobé suit les étapes suivantes :
- alimentation : remplissage de trémies (« prédoseurs ») avec les différentes coupures de granulats, à l'aide d'un chargeur ;
- adjonction éventuelle de fillers contenu dans un silo ;
- convoyage : les prédoseurs déversent leur contenu à des vitesses différentes correspondant à la proportion désirée par coupure de matériau (en fonction de la formule d'enrobé à produire), sur un tapis convoyeur ;
- séchage : les matériaux sont enfournés dans le tambour malaxeur de la centrale, qui est un cylindre pouvant mesurer plus de 10 m de long et 2 m de diamètre, animé par des galets provoquant sa rotation, et disposant à l'autre extrémité d'un brûleur (généralement alimenté au fioul lourd ou au gaz naturel, dont la flamme peut mesurer plusieurs mètres. À l'entrée du tambour, et tout au long de leur progression à l'intérieur de celui-ci, les matériaux sont séchés par la température de la flamme ;
- malaxage : tout au long de leur progression, les matériaux sont mélangés grâce à la rotation du tambour et des lames placées à l'intérieur ;
- adjonction des fines de recyclage : les fumées issues du séchage sont filtrées et les fines contenues dans ces fumées sont réinjectées dans le tambour afin de respecter la granulométrie initiale ;
- adjonction du bitume : les matériaux parvenant à l'autre extrémité du malaxeur sont « enrobés » avec le bitume injecté à l'aide d'une pompe selon la teneur désirée, et un dernier malaxage est effectué ;
- stockage : l'enrobé produit est ensuite stocké en trémies, soit à l'aide d'un chariot (ou « skip ») dans lequel on déverse l'enrobé en sortie du malaxeur par gâchées, soit en continu à l'aide de tapis adaptés ;
- chargement : l'enrobé stocké est ensuite chargé dans les camions qui se placent sous les trémies de stockage, où se trouve une bascule.

### Transport et stockage
Les enrobés chauds sont transportés dans des camions disposant d'une benne munie de trappes à l'arrière. La législation dans un grand nombre de pays occidentaux impose que les bennes soient bâchées lors du transport d'enrobés chauds. Un enrobé stocké dans la benne d'un camion bâché peut rester plusieurs heures à température, mais il est indispensable de l'appliquer rapidement avant qu'il refroidisse (en dessous de 130 °C, un enrobé est très difficile à travailler, et la qualité de l'application peut être remise en cause).
Pour réduire en partie le problème de refroidissement, le transport dans des bennes rondes avec un calorifugeage (ex : laine de roche) assure un meilleur maintien de la température.
Les enrobés froids ou grave émulsions peuvent être stockés plusieurs semaines à l'abri des intempéries.

### Application

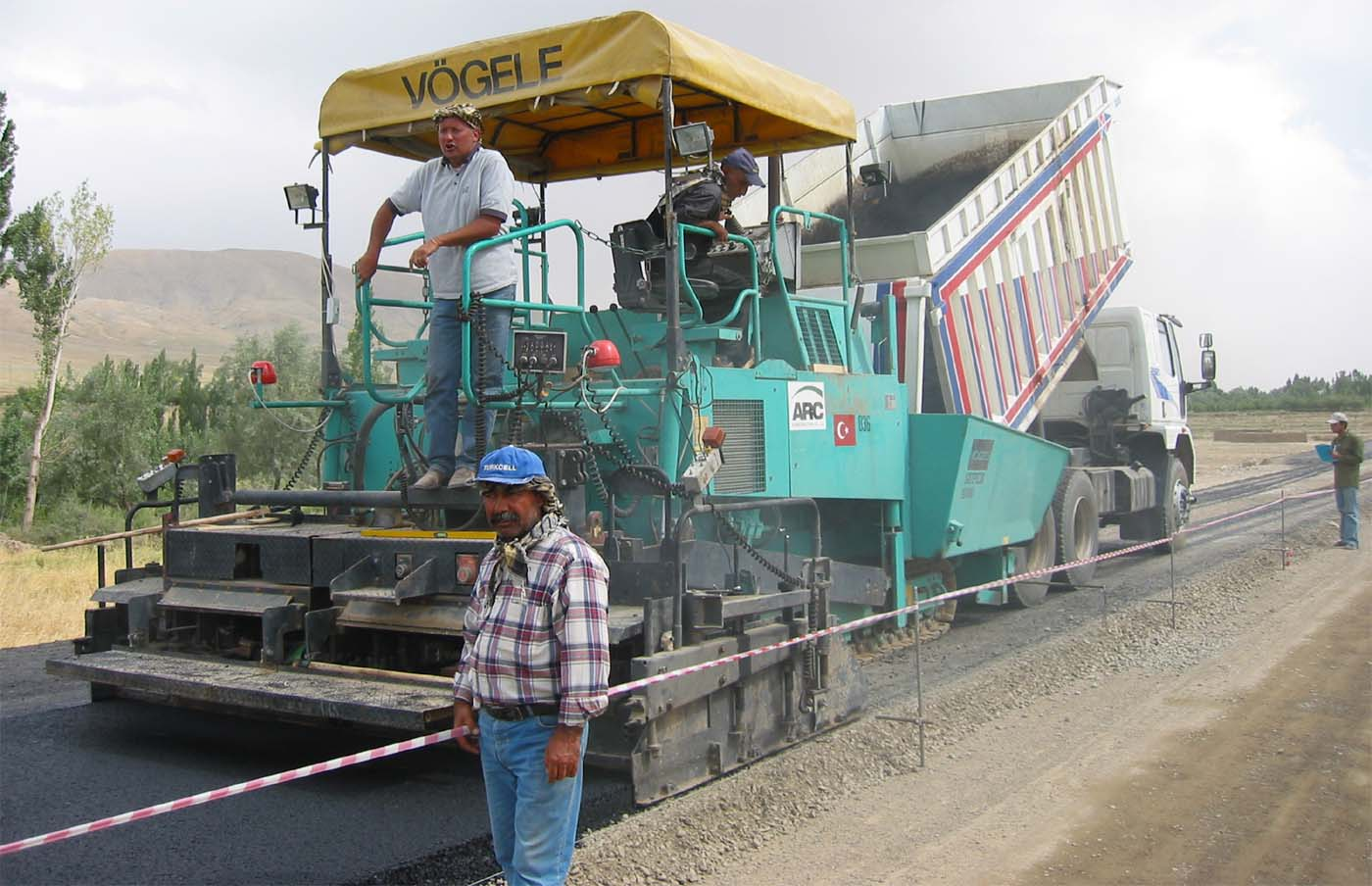
Un finisseur en cours d'application, on remarque le camion vidant sa benne d'enrobé dans la trémie.

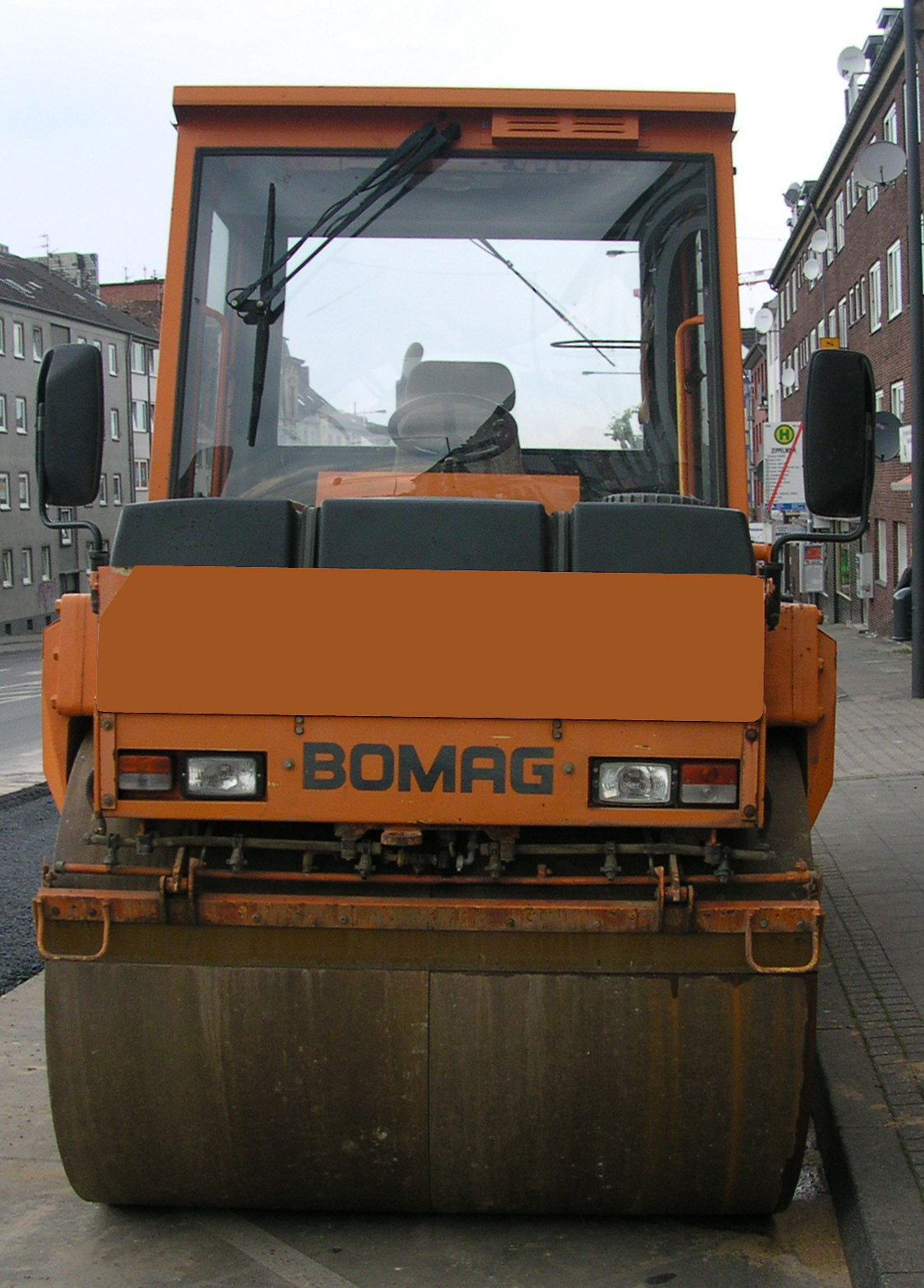
Un compacteur à billes.

L'application de l'enrobé est effectuée, en fonction de la surface à couvrir :
- manuellement, à l'aide de râteaux, par la technique dite du « tirage au râteau » pour les petites surfaces ;
- avec un accessoire monté sur mini-pelle lorsque la surface est intermédiaire ;
- à l'aide d'un finisseur (ou « finisher ») pour les rues, routes et autoroutes.

L'application doit se faire sur un sol pas trop froid (T > 8 °C), sinon le compactage ne se fait pas correctement avec un risque de fissures. À la suite de l'application, un compactage est assuré à l'aide de compacteurs à pneus ou à jante lisse vibrant (les petits compacteurs sont également nommés « cylindres »). On peut appliquer seul l'enrobé dit « à froid ».
En France, en 2018, le coût est de 40 euros le mètre de voie, soit 80 000 euros le kilomètre pour une route départementale à deux voies.

## Qualité
Tant au niveau de la fabrication qu'au niveau de l'application, les entreprises et les clients, notamment les collectivités, effectuent un contrôle qualité. Les principaux essais effectués sont les suivants :
- essais de résistance et de comportement en laboratoire lors de l'élaboration de nouvelles formules d'enrobés (coefficient d'orniérage…) ;
- contrôle d'échantillons de bitume prélevés à l'approvisionnement des centrales (viscosité) ;
- analyse granulométrique, hygrométrie, coefficient d'aplatissement, taux d'argile dans les fines (valeur au bleu de méthylène) sur des échantillons de matériau prélevés à l'approvisionnement des centrales ;
- teneur en bitume et analyse granulométrique sur échantillons d'enrobé prélevés lors de l'application (par un processus d'extraction de bitume et de lavage des matériaux au perchloroéthylène) ;
- analyse de rugosité, compacité effectués sur la chaussée une fois l'application d'une couche d'enrobée effectuée.

## Enrobés, bruit et microclimats
Les enrobés secs ou mouillés contribuent fortement au bruit routier ainsi qu'aux îlots de chaleur urbains.
Des enrobés bitumineux dits « phoniques » émettent moins de bruit (de 3 à 5 dB), parfois presque aussi efficacement que des murs anti-bruit. Il est prévu d'en poser sur le périphérique parisien (marché évalué de 2,9 à 7 millions d'euros selon le type d'enrobé retenu), pour diminuer la pollution sonore perçue par environ 500 000 habitants de Paris et de la petite couronne exposés à des niveaux sonores dépassant 70 dB. Or, selon l'observatoire Bruitparif, « le niveau sonore du périphérique s'échelonne de 68 à 72 dB la nuit et de 75 à 79 dB en journée », mais l'Europe devrait imposer un seuil de 62 dB à ne pas dépasser de nuit et de 68 dB de jour. En 2011, il existerait dix-huit types de bitumes anti-bruit, certains étant moins efficaces mais plus résistants, d'autres drainant mieux la pluie, etc. En moyenne ce type d'enrobé dure une dizaine d'années contre quinze ans pour un enrobé classique avant de devoir être renouvelé. Un test a été mené en 2012 sur le boulevard périphérique.
Des enrobés innovants cherchent aussi à diminuer leur contribution aux îlots de chaleur. Trois sections de 400 mètres seront en 2018 traités par deux enrobés compactés et un enrobé coulé à chaud à Paris en lien avec Bruitparif et des sociétés Colas et Eurovia, dans le cadre d'un projet de 2,9 M€ : C-LOW-N Asphalt (pour « Cool & Low Noise »). La texture de l'enrobé devra favoriser la rétention et évaporation rafraichissante d'un film d'eau (avec nécessité d'arroser l'enrobé en période chaude et sèche). Des couleurs moins absorbantes seront aussi testées.

## Risques sanitaires et environnementaux, et évolution
La production et l'application d'enrobés bitumineux sont des activités polluantes, pouvant exposer les opérateurs à des agents chimiques dangereux, en particulier des composés cancérigènes. Certains efforts sont réalisés en vue de réduire :
- les risques pour la santé des ouvriers travaillant sur les postes d'enrobage ou sur les chantiers d'application ;
- la pollution générée ;
- les coûts de fabrication et de mise en œuvre.

Durant plusieurs décennies (de 1975 à 1995 en France) de l'amiante a couramment été ajouté à l'asphalte (à hauteur de 1 % de son poids) et on constate que certains graviers (issus de roches amphibolitiques) libèrent aussi (sous l'effet de contraintes mécaniques) des fragments fibreux dits « fragments de clivage » aux mêmes caractéristiques que l'amiante et qui selon l'ANSES (1995) pourraient poser des problèmes. Ces fibres peuvent participer à l'impact environnemental du transport routier et poser des problèmes lors des rénovations routières.
Ces principales améliorations sont :
- l'utilisation (de façon encore marginale) de liants de nature végétale substitués au bitume ;
- l'amélioration des liants, notamment grâce à l'apparition des bio-liants, afin de diminuer la température de fabrication et d'application, ce qui a pour effet de libérer moins de vapeurs nocives, et de réduire la consommation en énergie des centrales d'enrobage ;
- le recyclage de plus en plus répandu d'enrobé rigidifié issu de rabotages de routes et de déchets de poste ;
- l'amélioration de la productivité des centrales, visant à optimiser leur consommation énergétique et à réduire la quantité de déchets en début et en fin de cycle de fabrication.

## Vers des pénuries de bitume?
Le secteur du BTP pourrait dans le monde être de plus en plus souvent confronté à des tensions ou pénuries sur le marché du bitume. Il l'a été en Europe durant plusieurs mois comme l'été 2018, puis durant l'été 2019, malgré les mesures prises l'année précédente pour éviter cela, via notamment le recyclage des enrobés, l'apparition de bitumes à base de végétaux et la mise en place en France, avec des parties prenantes comme Routes de France, France Bitume, l'Ufip (Union française des industries pétrolières), FNTR (Fédération nationale des transports routiers), TLF (Transport et Logistique de France) et ATMD (Association des transporteurs de matières dangereuses) d'« une cellule de coordination » destinée à « améliorer la prévision des besoins » dans le pays. Le nombre de raffineries diminue : elles sont passées en France de douze en 2007 à six en 2019. En Belgique, elles sont passées de trois raffineries en 2016 à une en 2019 et l'Allemagne vient en 2019 de cesser son unique production de bitume (raffinerie de Gelsenkirchen).
Les raffineries vieillissent et nécessitent des réparations plus fréquentes (avec arrêt de production). En outre, dans le futur les ressources pétrolières devraient être moins sollicitées pour des raisons climatiques, mais dans certains pays (en Asie en particulier) la construction de routes, parkings, terrasses et autres surfaces imperméabilisées ne cesse de progresser en absorbant une grande partie de la production mondiale de bitume.